# Sederot
Sederot (en hebreo: שדרות‎, lit. 'Bulevar' Sderotⓘ; en árabe: سديروت‎), es una ciudad del Distrito Sur de Israel, en la región del Néguev Occidental. De acuerdo con la Oficina Central de Estadísticas de Israel (CBS), a finales de 2011 la ciudad tenía una población de 24 000 habitantes. Sederot se encuentra a menos de un kilómetro de la Franja de Gaza y de la ciudad de Beit Hanun.
La ciudad ha sido blanco constante de ataques con morteros y cohetes Qassam desde la Franja de Gaza desde hace más de 10 años, que han causado 13 muertos y decenas de heridos. El frecuente sonar de las sirenas a causa de los ataques con morteros y las explosiones de los proyectiles han originado frecuentes casos de trastorno por estrés postraumático entre la población local. Entre junio de 2007 y febrero de 2008, 771 cohetes y 857 bombas de mortero fueron lanzados contra el Néguev occidental.
Según el censo realizado en 2010, la población es un 94% judía, un 5,5% procedente de otras etnias y tan sólo un 1% árabe.
Sederot tiene una boyante zona industrial que incluye más de 100 fábricas y negocios, que emplean a miles de trabajadores, como la fábrica más grande del Grupo Osem Nestlé, con 500 trabajadores.

## Historia
Sederot fue fundada en 1951 como campo de tránsito para inmigrantes judíos de Irán y Kurdistán, ocupando las tierras de la población nativa de Najd, cuyas ruinas se encuentran unos pocos kilómetros al sur. El 13 de mayo de 1948, Najd fue ocupado por la Brigada Negev de las fuerzas israelíes dentro de la Operación Barak (a su vez parte del Plan Dalet) poco antes de la invasión de Israel por el ejército egipcio, y los habitantes fueron obligados a exiliarse en Gaza bajo control egipcio . En 1956, fue reconocido como consejo local.
Recibió un nombre simbólico, tras los numerosas caminos y filas de árboles plantados en el Néguev, en especial entre Beerseba y Gaza, para luchar contra la desertificación y embellecer el paisaje árido. Al igual que muchas otras localidades en el Néguev, el nombre de Sederot tiene un motivo verde que simboliza el lema de «hacer florecer el desierto», una parte central del sionismo ideológico.
En el censo de 1961, el porcentaje de inmigrantes del norte de África, principalmente de Marruecos, fue del 87% en la ciudad, mientras que otro 11% de los residentes eran inmigrantes del Kurdistán. En la década de 1950, la ciudad continuó absorbiendo un gran número de inmigrantes procedentes de Marruecos y Rumania.
Sederot absorbió otra gran ola de inmigrantes durante la Aliyá de la Unión Soviética en la década de 1990, duplicando su población. En 1996 fue declarada ciudad.
En mayo de 2007, un importante aumento en el número de cohetes lanzados desde Gaza llevó a la evacuación temporal de miles de residentes. 
El 12 de diciembre de 2007, en un día en el que más de 20 cohetes cayeron en la zona de Sederot, incluyendo un golpe directo a una de las principales avenidas, el alcalde de Sederot, Eli Moyal (una figura muy conocida en los medios de comunicación israelíes), anunció inesperadamente la dimisión citando el fracaso del gobierno para detener los ataques con cohetes a diario.
En el conflicto Israel-Palestina de 2023 fue una de las ciudades más afectadas al ser asaltada el 7 de octubre de 2023 por fuerzas de Hamás, masacrando civiles a su paso, hasta destruir la central de Policía. El 12 de octubre se ordenó la evacuación total de la ciudad.